# بل‌ودر پارک (جورجیا)
بل‌ودر پارک (به انگلیسی: Belvedere Park) یک منطقهٔ مسکونی در ایالات متحده آمریکا است که در شهرستان دیکلب، جورجیا واقع شده‌است. بل‌ودر پارک ۱۲٫۹ کیلومتر مربع مساحت و ۱۵٬۱۵۲ نفر جمعیت دارد و ۳۰۴ متر بالاتر از سطح دریا واقع شده‌است.